# Motley (Minnesota)
Motley è un comune degli Stati Uniti d'America, situato nello Stato del Minnesota, diviso tra la contea di Morrison e la contea di Cass.